# Botyodes fulviterminalis
Botyodes fulviterminalis là một loài bướm đêm trong họ Crambidae.